# Курт Сеїт і Шура
Курт Сеїт i Шура (тур. Kurt Seyit ve Şura) — турецький, історико-драматичний серіал за однойменним романом Нермін Безмін.

## Сюжет
Будучи народженим в багатій родині, Курт Сеїт виріс, дотримуючись принципів, на яких виховав його батько, видатний землевласник Мірза Емінов. Повага, яку батько відчуває до російського імператора, може бути порівняна тільки з бажанням отримати потомство після одруження сина на прекрасній туркені. Сеїт, який став успішним як в мирному житті, так і на військовій ниві, подобається багатьом жінкам, та на одному з балів закохується в Шуру, дівчину зі знатної російської родини. Шура відповідає йому взаємністю, але їхня любов піддається випробуванню після початку війни. Курт Сеїт відправляється в Карпати для виконання військового обов'язку — захисту царя і вітчизни, але їхня любов не згасає.
Після серйозної травми на фронті Курт Сеїт змушений повернутися в Петроград, де бачить жорстокість революції. Оскільки він і його друзі мають безпосереднє відношення до імператора Миколи II, вони опиняються в чорному списку більшовиків. Курт Сеїт змушений тікати, але і Шуру залишати він не хоче. Він забирає дівчину до своїх батьків, де оголошує про намір одружитися з нею. Але, попри багатство і походження Шури, Мірза проти цього шлюбу. Курт Сеїт йде проти волі батька і їде з країни.
За допомогою друзів Курт Сеїт і Шура відправляються на кораблі в Стамбул, залишивши позаду минуле життя. Знання та вміння, які він привіз із собою, викликають повагу серед жителів Османської імперії, яка доживає свої останні роки. В новому житті, сповненому труднощів, Курта Сеїта і Шуру підтримує тільки їхня любов. Але й вона піддається випробуванню: Курт Сеїт знайомиться з Мюрвет, яка готова бути з ним, знаючи, що він не покохає її так, як кохає Шуру.

## У ролях
| Актор                 | Роль                                   |
| --------------------- | -------------------------------------- |
| Киванч Татлитуг       | Курт Сеїт Емінов                       |
| Фарах Зейнеп Абдуллах | Олександра «Шура» Юліанівна Верженская |
| Фахріє Евджен         | Мюрвет                                 |
| Джем Бендер           | Біллі                                  |
| Єва Дєдова            | Тетяна Чупілкіна                       |
| Усха Чакир            | Джеліл Камилов                         |
| Біркан Сокуллу        | Петро Боринський                       |
| Ельчин Сангу          | Гюзіде                                 |
| Зеррін Текіндор       | Еміне                                  |
| Седа Гювен            | Валентина Верженська                   |
| Орал Озер             | Махмут Емінов                          |
| Догу Альпан           | Володимир                              |
| Сюмейра Коч           | Хавва Емінова                          |
| Тугче Карабаджак      | Ніна Верженська                        |
| Демет Оздемір         | Алья                                   |
| Меліса Асли Памук     | Айше                                   |
| Толга Савадж          | Ахмет Яхья                             |
| Емре Єтім             | Вільям                                 |
| Саджіда Ташанер       | Бінназ                                 |
| Осман Алькаш          | Алі Даї                                |
| Дурукан Челіккая      | Сабрі                                  |
| Едіп Тепелена         | Галіп                                  |

## Трансляції
| Країна    | Телеканал | Дата трансляцій                    |
| --------- | --------- | ---------------------------------- |
| Туреччина | Star TV   | 4 березня 2014 - 20 листопада 2014 |
| Сербія    | Б92       | 30 вересня 2014 - 6 листопада 2014 |
| Єгипет    |           |                                    |
| Україна   | Інтер     | 1 червня 2015 - 26 червня 2015     |